# Stellastarr*
Stellastarr* es una banda de rock formada en el 2000 en Brooklyn, Nueva York, es una de las bandas que mejor rescatan la pureza de hacer música de forma ingeniosa y sencilla con guitarras crudas pero a la vez melódicas además de un toque especial de interpretación vocal. La banda, considerada como rock alternativo y también como parte del movimiento post punk revival.

## Biografía
En los años 1990, Shawn Christensen, Amanda y Arthur, en su transcurso por el Instituto Pratt de Arte de Manhattan, formarían Ghistor, dando hincapié a lo que posteriormente sería, con el ingreso del exguitarrista de Charlotte's Funeral, Michael Jurin; a stellastarr*.
stellastarr* tuvo su primera gran actuación en Luna Lounge, en julio de 2000, y produjo, a poco tiempo, una cantidad limitada de EP y producciones independientes. stellastarr* ha estado de giras con bandas como Jane's Addiction, The Raveonettes, :Placebo, The Killers y Editors. stellastarr* ha realizado presentaciones en vivo en Estados Unidos, el Reino Unido, Canadá, México, Japón, y Europa.
stellastarr* firmó con RCA. Su distribución está a cargo de BMG.
Su primer álbum, stellastarr*. lanzado en septiembre de 2003, fue producido por Tim O'Heir esta producción los lanza a la escena musical con unas de sus mejores canciones "Jenny", "In The Walls" o "My Coco"
Su segunda producción Harmonies For The Haunted, fue también producido por Tim O'Heir, obscuro, lleno de matizes nos entrega "Lost in Time", "Sweet Troubled Soul", "Love and Longing"
Su tercer álbum llamado "Civilized" fue lanzado en julio del 2009, bajo su propio sello, Bloated Wife Records, el nombre de su primera canción escrita. Este álbum recupera la rapidez del primero y la esencia de Harmonies For The Haunted. "Graffiti Eyes" y "Numbers" son los sencillos, este último tiene un Lado B que contiene "Winter Song"

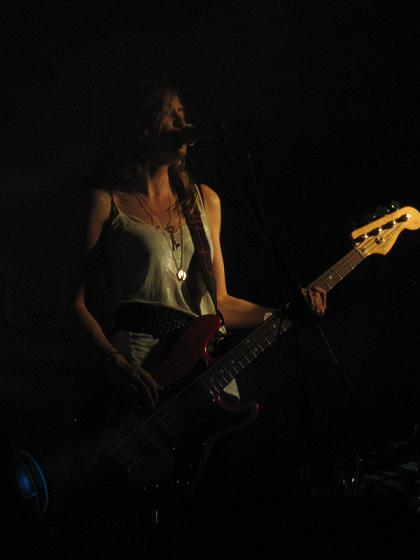
Amanda Tannen bajista de stellastarr* concierto en México 2008.

## Influencias
Recordando los años 60 con personajes como David Bowie y bandas como Joy Division, son estos los que comienzan a darle sentido al Post-Punk.
Adelantadonos a los años 80 con bandas como Pixies, Sonic Youth, Dinosaur Jr. son ellos quienes le dan forma al Post-Punk
stellastarr* es una banda que rescata el Post-Punk haciendo música sencilla e ingeniosa, logrando acercarse a la escena musical mundial con música que puede parecer obscura e incomprendible así como también puede ser rápida y pegajosa. stellastarr* combina elementos que van desde el punk hasta el pop, logrando una mezcla increíblemente atractiva.

## Miembros
- Shawn Christensen - Voz, guitarra rítmica
- Amanda Tannen - Bajo, voz
- Arthur Kremer - batería, percusión, teclados
- Michael Jurin - Guitarra, Voz

## Discografía

### Álbumes
- stellastarr* (23 de septiembre de 2003)
- Harmonies for the Haunted (13 de septiembre de 2005; 6 de marzo de 2006 en UK)
- Civilized (7 de julio de 2009 en US)

### EP
- Somewhere Across Forever (19 de mayo de 2002 UK; diciembre de 2002 US)

### Sencillos
- Jenny (15 de septiembre de 2003)
- My Coco (3 de agosto de 2004)
- Sweet Troubled Soul (septiembre de 2005; 27 de febrero de 2006 en UK)
- Graffiti Eyes (20 de abril de 2009 en US)
- Numbers (December 1, 2009 en US)

### Videografía
- In The Walls, 2003.
- My Coco, 2003
- Sweet Troubled Soul, 2005
- Graffiti Eyes, 2009